# Scarlxrd

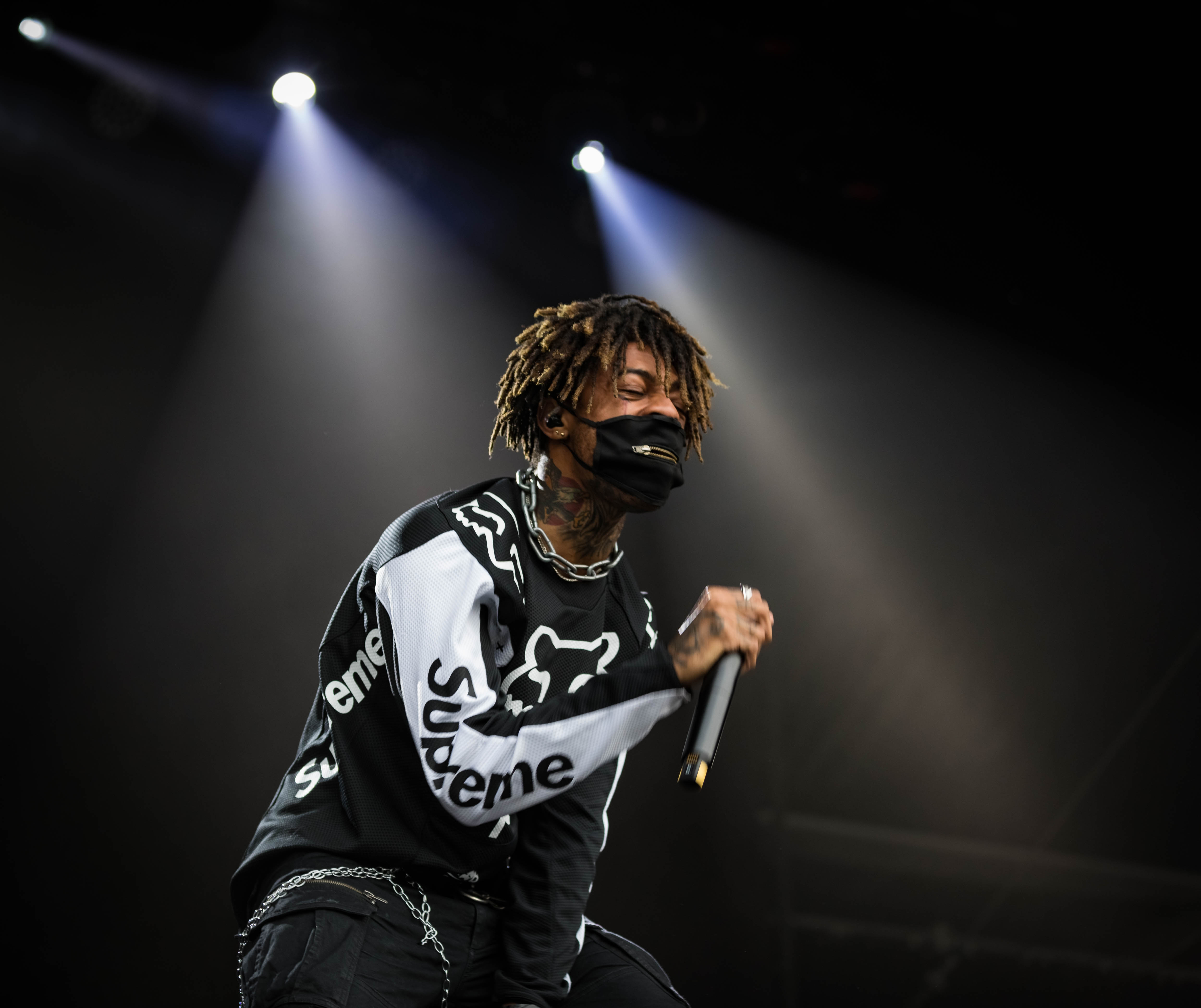
Scarlxrd auf dem Rock am Ring

Scarlxrd ([skɑːlɔːd]), bürgerlich Marius Lucas-Antonio Listhrop (* 19. Juni 1994 in Wolverhampton), ist ein britischer Rapper, Sänger, Musiker und YouTuber. Er ist bekannt für seinen Musikstil, der eine Mischung aus Metal und dem Hip-Hop-Subgenre Trap darstellt.

## Karriere
Seine Karriere begann als Webvideoproduzent auf YouTube unter dem Namen Mazzi Maz mit Vlogs, die Einblicke in sein Leben brachten. Ebenso entstanden Videos mit anderen YouTube Persönlichkeiten, wie Sam Pepper und Caspar Lee.
Ende 2013 bis Mitte 2014 war Listhrop zusammen mit Sam Pepper auf einer weltweiten Comedy-Musiktour mit dem Namen „WDGAF Tour“ (We don't give a Fuck Tour).
2014 gründete er die Nu-Metal-Band Myth City, deren Frontmann er wurde. Listhrop beschrieb das Genre der Band als Mischung zwischen Rap und Grindcore. Myth City veröffentlichten ihre EP "Myth City" am 28. Februar 2015.
Im August 2016 veröffentlichte Listhrop unter dem Namen Scarlxrd erstmals ein Musikvideo, in dem er ohne Maske rappt. Bis Ende 2016 brachte er zwei weitere Alben auf den Markt. Darunter sein self-titled Album (in japanischen Schriftzeichen スカー藩主) und RXSE.
Gegen Ende 2016 brachte er zwei neue Alben auf den Markt. Cabin Fever und Chaxsthexry. 2017 veröffentlichte Scarlxrd das Musikvideo zu Chain$aw. Am 31. Mai 2017 erschien das Musikvideo zu Heart Attack, das auf youtube mehr als 100 Millionen Aufrufe erreichte. Danach kam sein fünftes Studioalbum Lxrdszn auf den Markt. King Scar wurde zeitgleich auch als Musik-Kit in dem Videospiel Counter-Strike: Global Offensive angeboten.
2019 veröffentlichte Scarlxrd sein siebtes Studio-Album Infinity. Er wurde nominiert bei den Kerrang! Awards in der Kategorie Best British Breakthrough. Später 2019 wurde sein Lied The Purge in der HBO-Fernsehserie Euphoria benutzt. Scarlxrd veröffentlichte ein weiteres Studioalbum 2019 mit dem Namen Immxrtalisatixn. Ende 2019 veröffentlichte Scarlxrd sein Album Acquired Taste: Vxl. 1.
2020 veröffentlichte Scarlxrd die Alben SCARHXURS sowie Fantasy VXID. Er kündigte Ende 2020 seinen Vertrag mit dem Musiklabel Island Records und veröffentlichte seitdem wieder unter Lxrd Records. Das Album Dxxm2 erschien 2021, ebenso 14 Singles, die keinem Album zugehörig waren. Listhrop ging hierbei erstmals Kooperationen mit anderen Künstlern (Ghostemane, Lil Darkie, Killy) ein. 
2022 erschienen das Album Acquired Taste: Vxl. 2 und die EP Lxlwut?, die Lieder enthielt, die ursprünglich nicht in diesem Album veröffentlicht wurden. 
Seither hat sich der Stil Scarlxrds zusammen mit einer zunehmenden Beliebtheit der Musikrichtung Phonk verändert, welche durch das Videoportal TikTok an Popularität gewann. 2022 erschien noch in Zusammenarbeit mit dem Produzenten Kordhell das Album Psychx. Die folgenden Singles widmen sich weiterhin der Stilrichtung Drift Phonk.

## Musik und Stil
Scarlxrd hörte, während er aufwuchs, viel Metal und Hip-Hop. Er bezeichnet Künstler wie Missy Elliott, Nelly und Eminem als seine frühen Einflüsse. Seine Band Myth City gründete er in Anlehnung an Bands wie Linkin Park, Rage Against the Machine, Incubus und Deftones.
Scarlxrds Kombination aus Trap-Musik und Metal wird mittlerweile teilweise als Trap Metal bezeichnet.
In einem Artikel aus 2018, beschreibt NME ihn als einen „gequälten Außenseiter-Hip-Hop-Artist“. Sie nennen ihn auch „einen Metal-Rap-Overlord“ und seinen Stil als „geschriene Vocals, beengende Trap-Beats und ohrenzerstörende, verzerrte Gitarrensounds“ und bezeichnen es als eine Fusion aus hartem Metal und „nihilistischem Rap“.
Er ist bekannt dafür, den Buchstaben „o“ durch „x“ zu ersetzen, was sich sowohl in seinem Künstlernamen, als auch in unzähligen Songs widerspiegelt. Für Scarlxrds visuelle Erscheinung sowohl im Bezug auf Kleidung als auch für seine Video- und Covergestaltung spielt die japanische Kultur, vor allem Anime eine große Rolle. Sein Kleidungsstil wird Tech-Wear genannt. Seine für ihn ikonische Mundbedeckung, die er trägt, um sich von seinem vergangenen YouTube-Image zu distanzieren, ist inspiriert vom japanischen Manga Tokyo Ghoul. Scarlxrd nennt außerdem die amerikanische Nu-Metal-Band Slipknot eine seiner größten Inspirationen für seine Videos.
Im November 2019 wurde dank verschiedener Nutzer der Website Reddit bekannt, dass Scarlxrd ebenfalls unter den Pseudonymen SPRNKLZ und Lucas Antonio Alben veröffentlicht. Unter dem erstgenannten Pseudonym widmet er sich dem Genre Cloudrap, unter dem zweitgenannten dem Genre Klassik. Es wird vermutet, dass der Sänger neben der Karriere als Scarlxrd weitere Identitäten schuf, um in Genres zu experimentieren, die nicht im Schatten des Egos Scarlxrd stehen.

## Diskografie
Alben
- Sxurce Xne (4. Januar 2016 – Lxrd Records)
- Savixr (19. Juli 2016 – Lxrd Records)
- Annx Dxmini (12. August 2016 – Lxrd Records)
- スカー藩主 (21. Oktober 2016 – Lxrd Records)
- Rxse (9. Dezember 2016 – Lxrd Records)
- Cabin Fever (1. April 2017 – Lxrd Records)
- Chaxsthexry (1. April 2017 – Lxrd Records)
- Lxrdszn (29. September 2017 – Lxrd Records)
- Dxxm (4. Mai 2018 – Island Records)
- Infinity (15. März 2019 – Island Records)
- Immxrtalisatixn (4. Oktober 2019 – Island Records)
- Acquired Taste: Vxl. 1 (13. Dezember 2019 – Island Records)
- Scarhxurs (28. Februar 2020 – Island Records)
- Fantasy Vxid (12. Juni 2020 – Island Records)
- Dxxm II (5. Februar 2021 – Lxrd Records)
- Dead Rising (29. Oktober 2021 – Lxrd Records)
- Acquired Taste: Vxl. 2 (13. Mai 2022 – Lxrd Records)
- Psychx (28. Oktober 2022 – Kordhell x Scarlxrd)
- Made In Hell (21. Juli 2023 – Lxrd Records)

EPs
- Diary xf a Yxung Lxrd (21. Januar 2017)
- Bxmbay Sapphire (6. Januar 2017)
- Thrxwaways as Prxmised (4. Oktober 2019)[18]
- Fantasy Vxid; Intrx (15. Mai 2020)[19]
- Fantasy Vxid; Spring (22. Mai 2020)
- Fantasy Vxid; Autumn (29. Mai 2020)
- Fantasy Vxid; Winter (5. Juni 2020)
- Fantasy Vxid; Summer (15. Juni 2020)
- Lxrdmage (30. Juli 2021)
- Lxlwut? (20. Mai 2022)
- Welcxme Back: 1 (26. Juni 2024)
- Nxw Xr Never: 2 (10. Juli 2024)
- Remain Unbrxken: 3 (24. Juli 2024)
- Yxu Will Heal: 4 (7. August 2024)
- Digital Recreatixn: 5 (21. August 2024)

Singles
2016:
- Girlfriend
- Wednesday
- No / Way
- Stunt Xn Em
- Fxr the I8
- All Talk
- Ghxst Lips

2017:
- Need Sxme Mxre Glx Up
- Drip Xn a B!Tch
- Imnxtamess
- 6 Feet
- The Purge

2018:
- Bands
- Hxw They Judge
- Tell Me Yxu Lxve Me
- I Need Space
- Mad Man
- Bezerk
- Everything Is Fine
- Paranxid
- 0000.Sick

2021:
- Dxing Me
- Mxrbid
- Hate Me Then
- PYRO (feat. Killy)
- Wake up!
- Earache
- Real Talk
- False Hxpe
- Yxu Knxw What I’m Like
- Grind
- Twx Txne
- Cant Stxp (feat. Lil Darkie)
- Bible Black
- Yujirx’s Theme

2022:
- Misa Misa! (feat. Corpse, Kordhell)
- Heave (feat. Marauda)
- Miss Me? (feat. Kordhell)
- Like Yxu Wxuld Knxw (Autumn Trees) (feat. Corpse, Kordhell)
- The End (feat. Zero 9:36)
- Always Want Me (feat. Dvrst)
- Dxminxs (feat. Twisted)
- My Pain (Fast & Furious: Drift Tape/Phonk Vol. 1)

2023:
- Fxrget My Name (feat. KUTE)
- Dxn’t Lxse (feat. NoonDeity)
- fake! (feat. Sadfriendd, MUPP)
- Blxxdy Nxse (feat. Jasiah, nascar aloe)
- Atomic-Bxmb
- Feel Wxrthless?
- Mercy Killing (feat. Pendulum)
- harmful (feat. MUPP)

2024:
- Rage (feat. Kayzo, SampliFire, Darko US)
- Eyes Wide Xpen (feat. Kayzo)
- Catch These Hands (feat. Hekler, Vexus)

### Enthalten in
- Molly Brains (SosMula, Synthetic)
- 2 Ways To Die (Muppy)
- Breakdxwn (Muppy)
- Killstreak (Killy)
- Sleez Machine (SosMula, Synthetic)
- Anima (Pendulum)
- Battered Bruised & Bloody (Carnage)
- 3 (Jasiah)
- Starfire (Darko US)
- Pegasus: Neon Shark vs Pegasus Presented By Travis Barker (Trippie Redd)